# Kürti (sockenhuvudort i Kina, Xinjiang Uygur Zizhiqu, lat 47,20, long 89,31)
Kürti (kinesiska: 库尔特, 库尔特乡) är en sockenhuvudort i Kina. Den ligger i den autonoma regionen Xinjiang, i den nordvästra delen av landet, omkring 400 kilometer norr om regionhuvudstaden Ürümqi. Antalet invånare är 10 093. Befolkningen består av 4 910 kvinnor och 5 183 män. Barn under 15 år utgör 25,0 %, vuxna 15-64 år 71 %, och äldre över 65 år 3,0 %.
Runt Kürti är det mycket glesbefolkat, med 2 invånare per kvadratkilometer. Trakten runt Kürti består i huvudsak av gräsmarker.
Genomsnittlig årsnederbörd är 240 millimeter. Den regnigaste månaden är juli, med i genomsnitt 39 mm nederbörd, och den torraste är mars, med 8 mm nederbörd.